# Río Kerulen
El río Kerulen (también transcrito como Kherlen, Kerülen o Kyerulyen) (en mongol: Хэрлэн гол, Kherlen gol, Kerüpen gol, Kyerulyen gol; en chino, 克鲁伦河; pinyin, Kèlǔlún hé) es un largo río de la parte nororiental de Asia que desemboca en el lago Hulun (Hulun Nuur) y que discurre por Mongolia y China. Tiene una longitud de 1254 km y drena una cuenca de 116 400 km².

## Geografía
El río tiene su origen en la ladera sur de las montañas Khentii, cerca de la montaña Burkhan Jaldún en el área estrictamente protegida de Khan Khentii, a unos 180 km al noreste de la capital mongola de Ulán Bator. Esta zona es la divisoria entre la vertiente del Ártico (río Tuul) y la del Pacífico (río Argun). 
Desde allí el Kerulen discurre en dirección preferentemente este, atravesando la provincia mongola de Hentiy y luego cruza la región oriental de la estepa de Mongolia, pasando por las ciudades de Ulaan Ereg y Choybalsan (38 150 hab. en 2008). Entra en su parte final en China y desagua en el lago Hulun Nuur tras otros 164 km de recorrido. 

## Sistema Keroulen-Argoun-Amur
En años especialmente húmedos ocurre que el lago Hulun Nuur, que normalmente no tiene ningún desbordamiento, se desborda por su margen norte y sus aguas fluyen entonces hasta el río Argun, que pasa a unos 30 km. El río Keroulen, que normalmente desagua en el lago, se convierte entonces en un afluente del Argun y forma parte de uno de los ríos más largos del mundo, el sistema Keroulen-Argoun-Amur, que tiene una longitud de 5054 km.

## Historia
En el valle del río Kerulen se encuentra un palacio del Khan Ögedei.

## Hidrometría
El caudal del río Kerulen se ha observado en el período 1947-1957, en Choybalsan, una localidad a unos 300 km de desaguar en el lago Hulun Lago.
En Choybalsan, el caudal medio anual observado en tal periodo fue de 15,3 m³/s para un área drenada de 66 400 km², casi la totalidad de la cuenca del lago. La lámina de agua de escorrentía anual en la cuenca ascendió, por tanto, a solamente 7 mm, que se asocia con un mínimo de precipitación en casi toda la cuenca. 
Caudales medios mensuales del río Kerulen (m³/s) medidos en la estación hidrométrica de Choybalsan 
Datos calculados para el periodo 1947-57